# Chant XI du Paradis
Le Chant XI du Paradis est le onzième chant du Paradis de la Divine Comédie du poète florentin Dante Alighieri. Il se déroule dans le ciel du Soleil, où résident les esprits savants ; nous sommes au soir du 13 avril 1300 ou du 30 mars 1300.
Ce Chant est spéculaire au suivant , en ce sens que tous deux parlent d'un ordre religieux, le louant à ses origines et déplorant sa décadence : ici, c'est Thomas d'Aquin, un frère de l'ordre dominicain, qui décrit d'abord la vie de François d'Assise, fondateur de l'ordre franciscain, puis la décadence de l'ordre dominicain auquel il appartenait : dans le Chant suivant, c'est le contraire qui se produit dans les paroles de Bonaventure de Bagnoregio.

## Thèmes et contenus

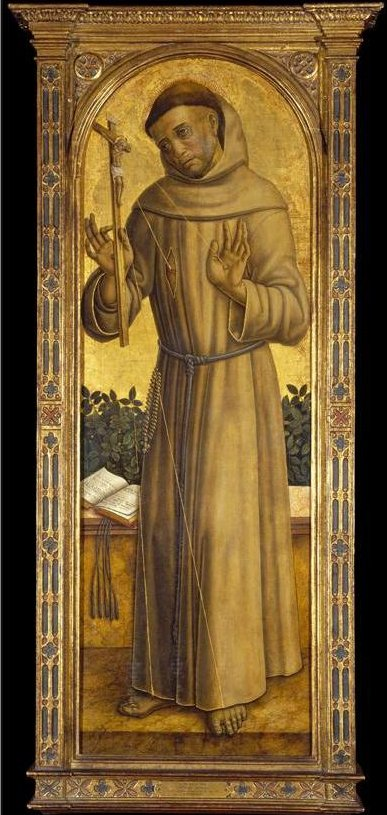
François d'Assise de Vittorio Crivelli.

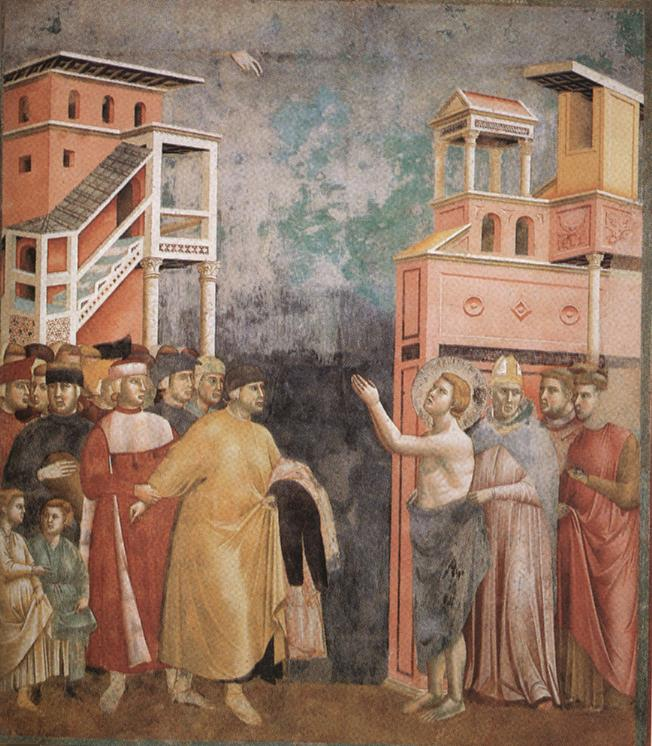
Giotto, François renonce aux biens de son paternels. Assise, Basilique supérieure.

### Soucis humains et Joies célestes: versets 1-12
En repensant à l'émotion indescriptible ressentie dans le ciel du Soleil, Dante condamne ceux qui peinent pour des choses terrestres et passagères, oubliant de penser à la gloire céleste éternelle, mais aussi l'Église elle-même. Il s'agit en effet des années de la captivité d'Avignon, une période caractérisée par une grande corruption au sein des milieux ecclésiastiques.

### Les Doutes de Dante: versets 13-42
La couronne des esprits bénis, après avoir accompli une nouvelle fois une danse circulaire, s'arrête. Saint Thomas, dont la lumière brille encore plus, perçoit deux doutes chez Dante : le premier découle de la phrase  ...u' ben s'impingua, se non si vaineggia...  (Chant X, verset 96), tandis que le second doute dérive de la phrase dite par saint Thomas (non surse il secondo...). Il explique que Dieu, pour le bien de l'Église, a disposé deux guides pour la conduire vers le bien, saint François et saint Dominique, les fondateurs des deux grands ordres mendiants du XIIIe siècle, afin de contrecarrer la corruption morale de l'Église.

### Louange à Saint François: versets 43-117
Dante fait ici l'éloge, par l'intermédiaire du dominicain Thomas d'Aquin, de saint François. Dans le Chant suivant, cependant, il louera saint Dominique par l'intermédiaire du franciscain Bonaventure de Bagnoreggio. Saint Thomas expose ainsi les vertus et l'œuvre de saint François. Il évoque d'abord le renoncement de François aux biens terrestres pour embrasser la pauvreté absolue et ses premiers disciples, dont Bernard de Quintavalle. À Rome, le frère obtient l'approbation de l'ordre d'abord d'Innocent III, puis d'Honorius III. Après s'être rendu en Syrie, il tenta en vain de répandre le christianisme dans ces terres et ayant échoué, il retourne en Italie. C'est ici, sur la montagne de l'Alverne, qu'il a reçu les stigmates sacrés deux ans avant sa mort.

### Décadence de l'Ordre dominicain:  versets 118-139

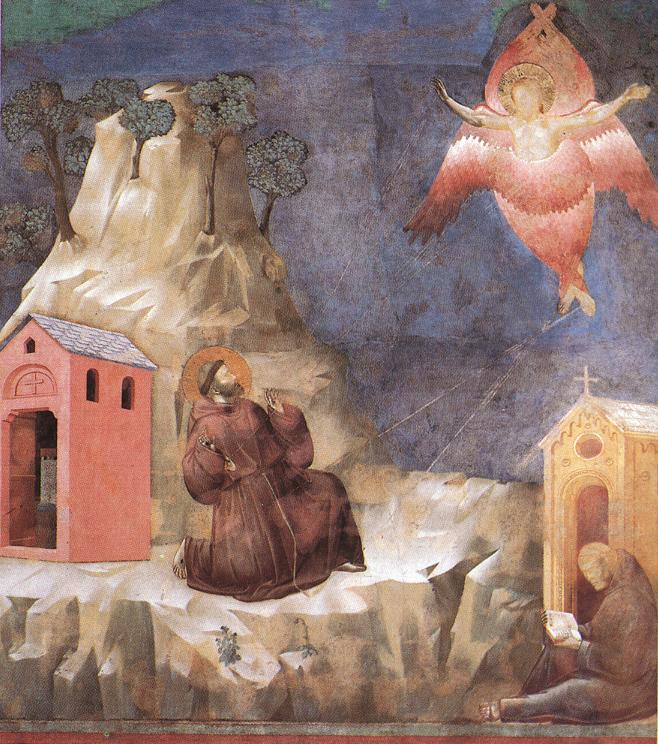
Giotto, Saint François reçoit les stigmates. Assise, Basilique supérieure.

Après avoir rappelé la « vie admirable  » du saint d'Assise, Thomas fait également l'éloge de saint Dominique, le jugeant comme un digne successeur de François. Les Dominicains de l'époque de Dante ont cependant perdu l'esprit qui animait le fondateur de l'ordre. Voici le sens de la phrase sur laquelle Dante avait des doutes : les Dominicains sont comme des moutons qui ne s'« engraissent » (s'imprigua) que lorsqu'ils ne s'écartent pas de la règle du fondateur pour chercher d'étranges « pâturages » (si veggia).

## Analyse
Après une introduction dans laquelle Dante s'apitoie sur la tendance des hommes à ne s'occuper que d'activités terrestres, même si elles ne sont pas toutes négatives en soi, il reprend le fil du récit.
Thomas reconnaît dans l'esprit de Dante deux doutes relatifs aux phrases u' ben s'impingua et non nacque 'l secondo (Chant X, versets 96 et 114) et entreprend de les expliquer, en affirmant d'abord que deux exposés séparés sont nécessaires.
Dans ce Chant, il traite du premier doute, tandis qu'il traitera du second dans le Chant XII. À partir du verset 28, il commence ainsi un exposé très large, qui s'étend jusqu'à la fin du Chant. Le thème sous-jacent est l'intervention providentielle en faveur de l'Église, qui, entre les XIIe et XIIIe siècles, était en proie à une crise morale et doctrinale. C'est à la volonté de la Providence que Thomas doit la naissance de François et de Dominique, fondateurs d'ordres religieux inspirés respectivement par la charité et la sagesse. Leur tâche étant égale, leur valeur égale, de sorte que l'éloge de l'un exprime aussi implicitement l'éloge de l'autre. Puis Thomas, un dominicain, expose l'histoire spirituelle et historique de François. Ce n'est que vers la fin du Chant (verset 118) qu'il reprend la comparaison entre les deux saints et s'attarde sur la décadence de l'ordre dominicain, répondant enfin au premier doute de Dante.
Les versets 43 à 117 sont consacrés à la louange de saint François. Une riche hagiographie répandue au niveau populaire (attestée par exemple par les Fioretti) avait fleuri sur ce saint dans les décennies suivant sa mort (1226). Dante, cependant, choisit de ne pas utiliser les épisodes du Prêche aux oiseaux, du loup apprivoisé de Gubbio, se distançant ainsi de l'hagiographie traditionnelle, mais connote la figure du saint avec un lexique typique de la tradition chevaleresque ; le récit de Thomas est au contraire construit selon une analogie entre François et le Christ et retrace seulement les moments saillants de la vie du saint d'Assise. Le choix de François, qui, très jeune, a refusé les biens de son père, est représenté comme une union nuptiale avec la pauvreté, restée « privée de son premier mari », c'est-à-dire veuve du Christ. Une union aussi surprenante et amoureuse entre ces « amoureux » a suscité chez d'autres le désir de les imiter : c'est ainsi qu'est né le premier petit groupe de frères, qui a reçu la reconnaissance verbale du pape Innocent III. Une deuxième reconnaissance, plus solennelle, sanctionne la constitution de l'Ordre en 1223. De retour en Italie, il reçoit à La Verna le « dernier sceau  », les stigmates, un autre signe qui le lie au Christ. Proche de la mort, il recommande à ses frères l'amour de la pauvreté (« sa femme la plus chère » , verset 113) et voulut mourir sur la terre nue, c'est-à-dire dans les « entrailles » de la pauvreté.
La personnification de la pauvreté, indiquée par une initiale majuscule (verset 74) est un élément caractérisant. Épouse de François et onze siècles plus tôt, de Jésus-Christ, qui s'est uni à l'Église par son sang (verset 33). Le double appel nuptial conduit à identifier dans la pauvreté « le sceau d'identité de l'Église militante  ». Par conséquent, l'abandon dans lequel est tombée la pauvreté, veuve du Christ, fait que l'Église a rapidement dévié de sa tâche idéale en s'éloignant du modèle de ses origines. L'esprit mondain se reflète également dans l'ordre franciscain, comme cela sera expliqué dans le Chant suivant (versets 115-120). Pour Dante, François représente héroïquement la lutte contre la cupidité, cause première de la décadence de l'Église et de toute l'humanité (Chant I de l'Enfer, versets 94-104). Un trait décisif comme l'humilité (évoqué au versets 87 et 111) est laissé dans l'ombre, afin de mettre en valeur des traits précisément héroïques (versets 58-59, 88-92, 100).
La partie finale de l'hymne tire les ficelles de l'exposition pour expliquer pourquoi dans le « saint troupeau » de Dominique de Guzman et de Thomas d'Aquin, de nombreux frères (brebis), au lieu de rester fidèles à la règle du fondateur pour en tirer des fruits spirituels, suivent des chemins imperméables (plusieurs sauts) et n'en tirent rien de bon (verset 129).
L'hymne construit sur l'allégorie du mariage avec la Pauvreté, présente un tissu de figures rhétoriques. On peut noter, en particulier, les métaphores désignant l'Église (versets 31-33, versets 119-120) et l'ordre dominicain (versets 122-123, versets 124-132, 137)